# Адаманов Умер Акмолла
Умер Акмолла Адаманов (крим. Ümer Aqmolla Adamanov, Умер Акъмолла Адаманов, пол. Umer Achmołła Adamanow; 30 березня (12 квітня) 1916, Ай-Васил, Дерекойська волость, Ялтинський повіт, Таврійська губернія, Російська імперія — 1 червня 1943, Юзефув, Люблінський округ, Польща, Третій рейх) — кримський татарин, рядовий Червоної Армії, капітан польський Гвардії Людової.

## Біографія

### Молодість та військова служба
Умер Акмолла Адаманов народився 30 березня (12 березня) 1916 року в селі Ай-Васил Дерекойської волості Ялтинського повіту Таврійської губернії Російської імперії (пізніше — Василівка Ялтинського району Кримської АРСР). Мати-Умугуль, сестра-Хадіджа. Батько в 1929 році був оголошений куркулем і засланий на Урал, де помер від тифу.
Умер Адаманов працював шофером в радгоспі «Масандра». 5 серпня 1939 призваний Ялтинським військовим комісаріатом в Червона Армія і почав служити в Сталінграді. Вдома залишив дружину Віру та однорічного сина Шевкета.

### У полоні і партизанському загоні
Наприкінці 1941 року Адаманов був поранений і потрапив у полон під час бою в районі Умані, а потім був відправлений в табір для військовополонених в Ченстохові (Польща). У 1942 році здійснив втечу, після чого взяв участь в організації партизанського загону, до якого увійшли колишні військовополонені, зокрема генерал-майор танкових військ Сергій Огурцов, а також Василь Манджавідзе, відомий як «Васька-грузин». З середини 1942 року загін імені Григорія Котовського під командуванням Огурцова діяв в Сольській пущі.
Після загибелі Огурцова 28 жовтня 1942 року в бою з німцями біля села Зелоне, командування партизанським загоном взяв на себе Адаманов. У березні 1943 року загін Адаманова увійшов до складу оперативної групи імені Тадеуша Костюшко в складі Гвардії Людової як військового крила Польської робітничої партії. Серед партизанів Адаманов був відомий під прізвиськом «Мішка-татар» (пол. Miszka Tatar). Він з повагою ставився до поляків, з якими ділився трофеями та продовольством, був відомий безстрашністю і хоробрістю в боях з німцями, про нього ходили легенди. Навесні 1943 року окупаційна влада пообіцяла за голову Адаманова 100 тисяч злотих.
З березня по червень 1943 року загін під командуванням Адаманова провів цілий ряд успішних диверсій, результатом яких стали знищення 12 танків і 2 літаків, а також поїзди з військовою технікою. Зокрема, 1 квітня біля села Мазяже партизани здобули перемогу у двогодинному бою з німцями, за що Адаманов відзначений вдячністю командування. 5 квітня партизани збили німецький літак-розвідник. 24 Квітня кілька відділень загону вийшли з ворожого оточення в тил ворога, знищивши 7 німецьких солдатів і захопивши зброю і боєприпаси. 25 квітня в районі Глухого (Білгорайский повіт) партизани розгромили ворожий загін. 1 травня партизани напали на лісопильню в Терешпіль, вбили коменданта охорони, захопили боєприпаси і спалили саму будівлю. 16 травня загін розгромив охорону лісопильні в Длуги-Конте і Краснобруде. 19 травня партизани здійснили мінування залізничних колій в районі станції Звежинця поміж Рейовецом і Рава-Руської, пустивши під укіс ешелон противника.

### Смерть і почесті

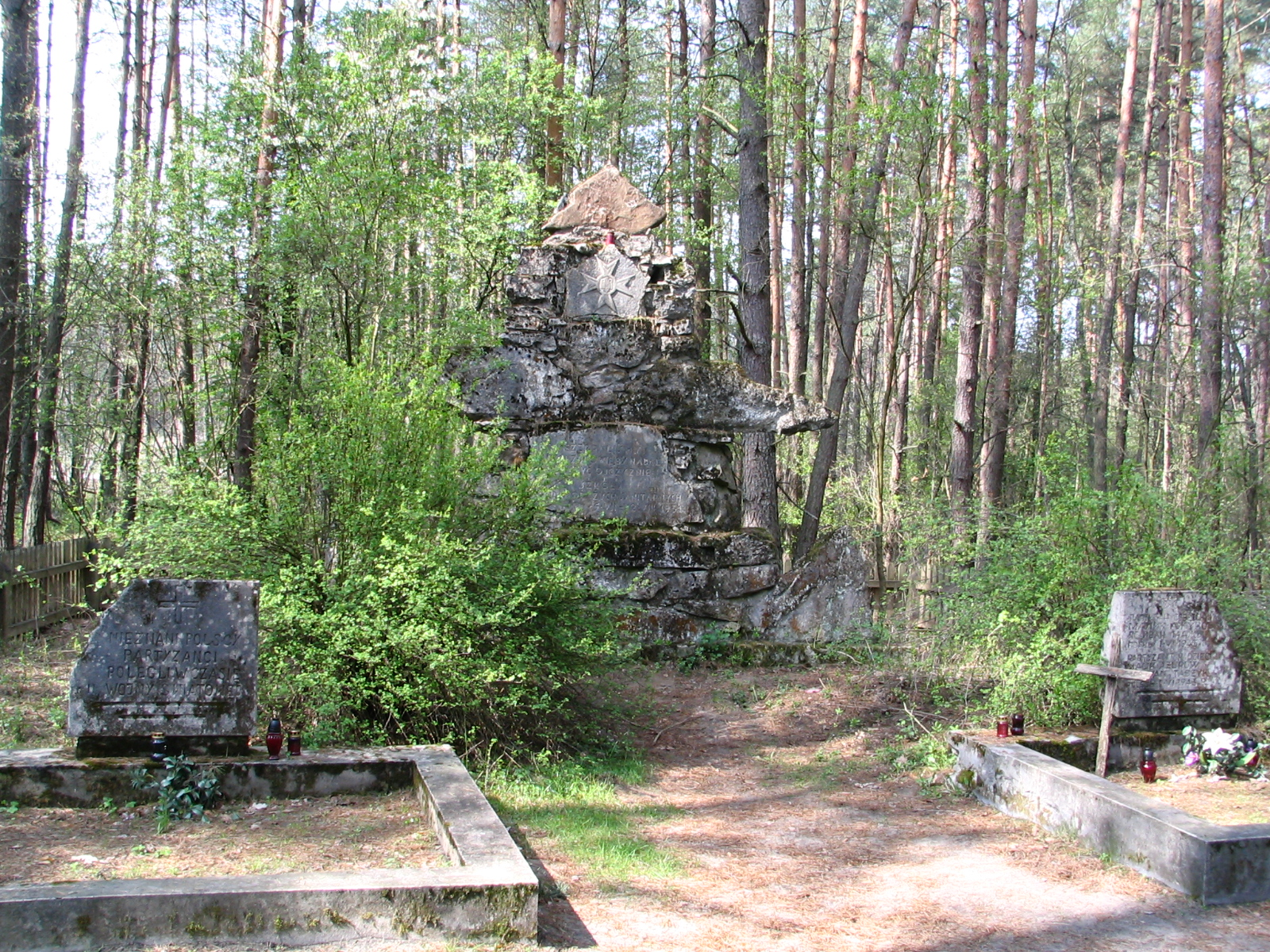
Кладовище поблизу Гамерні, 2006 рік

1 червня 1943 року в командуванні загону дізналися про те, що в селище Юзефув прибув ворожий бронепоїзд, есесівці почали зганяти місцевих жителів ударами прикладів до костелу для знищення. Загін з 50 партизанів під командуванням Адаманова, попри перевагу сил противника, атакував ворожий гарнізон, відтіснивши німців до залізниці та зберігши життя багатьох селян. Сам Адаманов бився з ручним кулеметом напереваги, але отримав поранення в ліву руку і знову піднявшись в бій був убитий кулею снайпера. Йому було 27 років. За результатами бою, загін Адаманова зробив свій внесок у зусилля партизанського руху з підриву планів нацистів з колонізації Замойщини на території Люблінського воєводства, що полягали у депортації та знищенні місцевих поляків. 6 червня Адаманов був похований на кладовищі біля Хамерні в ґміні Юзефув. 25 грудня спеціальним наказом Головного командування гвардії Людової під № 54, опублікованому в той же день в № 36 газети «Gwardzista», "Мішка-татар" був посмертно нагороджений високою військовою нагородою Польщі — орденом «Хрест Грюнвальда» 3-го ступеня з присвоєнням звання капітан. У 1944 році з Криму були депортовані всі кримські татари, в тому числі й родина Адаманова; деякі з його родичів померли в засланні від голоду і малярії.

## Пам'ять

### Ідентифікація особистості
Після закінчення війни про Мішку-татара друкувалися статті в радянській і польській пресі, а з'ясуванням особи партизанського командира займалися польський письменник Войцех Сулевський і казанський журналіст Михайло Сергєєв. На його роль пропонувалися кілька кандидатур, в тому числі молодший лейтенант Михайло Сергійович Отаманов, уродженець Єлабуги. Однак, 6 квітня 1972 року в статті «ще раз про "Мішку-Татара"», опублікованій в газеті «Червона зірка», історик і полковник у відставці Микола Прокопюк повідомив, що при звіренні фотографій командира партизанського загону імені Котовського з Архиву відділу історії ПОРП і наявних довоєнних фотографій, Центральний науково-дослідний інститут судової експертизи встановив, що "Мішка-татар" - це Умер Адаманов. Після цього в кримськотатарській пресі були опубліковані замітки про Адаманова, зокрема в газеті «Ленін байрагъы» статті «Умер Акъмолла Адамановгнынъ къараманлыкълары» Абляміта Умерова і «Мишка-Татарнынъ экинджи силядашы» Месфера Іслямова (1974 рік), «Анда, булутлар аркъасында («Мишка-Татар» акъкъында икяелер)» Амета Озенбашли (1975 рік) і «Маршалнынъ китабыны окъур экен...» Черкез-Алі (1977 рік). 30 січня 1990 року в статті «Шофер з Ай-Василя», опублікованій в газеті «Радянський Крим», Михайло Сергєєв підбивав підсумки пошукам, заявивши, що після п'яти експертиз, польські і радянські експерти зійшлися на думці, що "Мішка-татар" - це Умер Адаманов.

### Польща

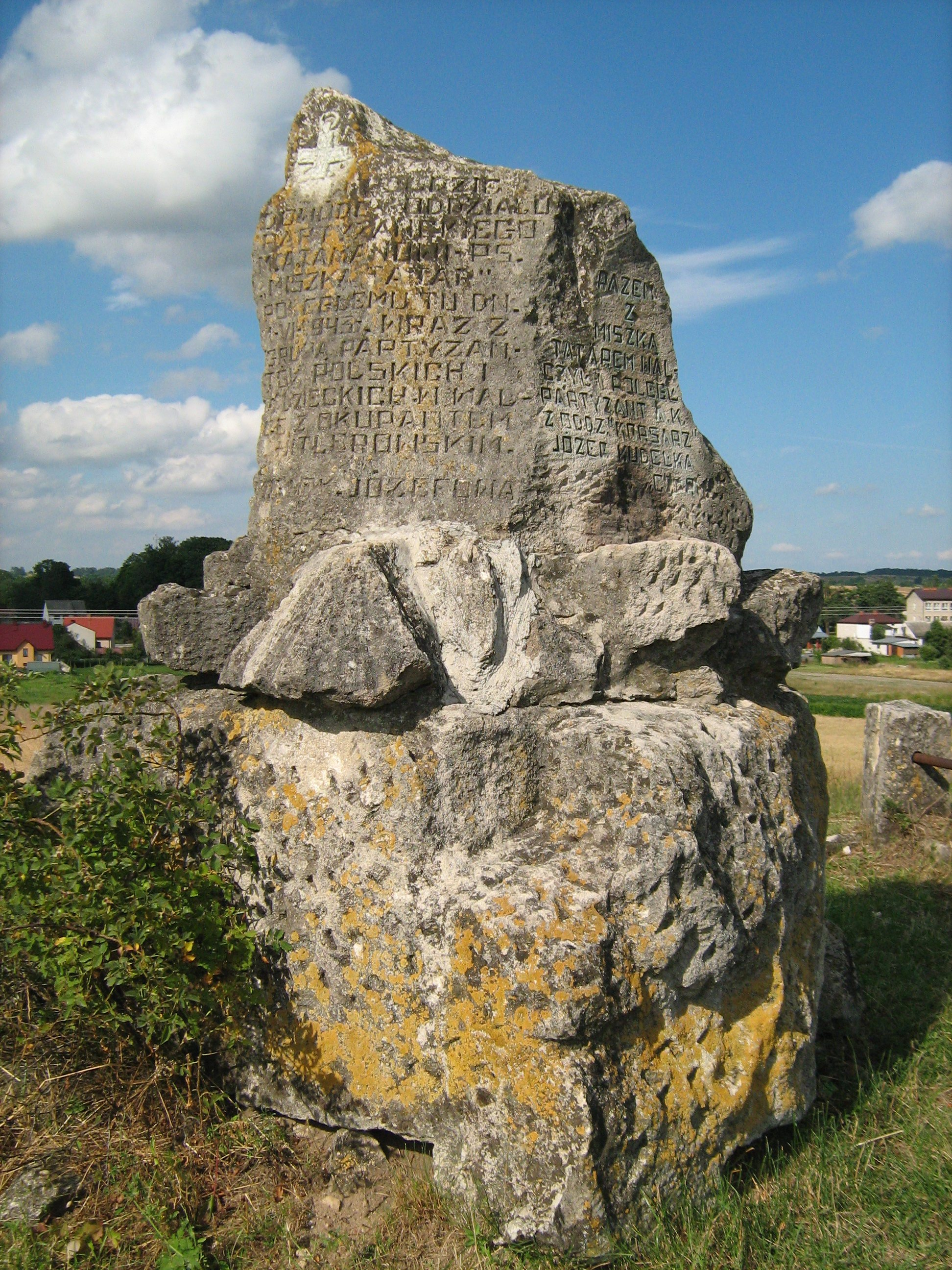
Пам'ятник на місці загибелі "Мішки-татара", 2008 рік

Ім'ям "Мішки-татара" названа вулиця в Юзефуві. У 2017 році рішенням воєводи Люблінського Пржемислава Чарнека вулиця Мішки Татара була перейменована на вулицю Чеслава «Селіма» Мухаца. За підтримки жителів Юзефува бурмістр Роман Дзюра відмовився змінювати назву вулиці на адміністративному рівні гміни, аргументуючи це тим, що Адаманов не має ніякого відношення до комунізму і нинішньої Росії, проте відповідне рішення було прийнято на рівні воєводства відповідно до вказівок Інституту національної пам'яті в декомунізація.
У 1968 році на місці загибелі Адаманова в Юзефуві був встановлений пам'ятник. На постаменті був поставлений величезний вапняковий валун зі слідами куль і написом кирилицею — «На честь командира партизанського загону ім. Котовського м. отамана, пс. Мишка-Татар, який загинув 1. VI. 1943 року разом з групою польських і радянських партизанів у боротьбі з гітлерівськими окупантами. Жителі м. Юзефув». Після перейменування вулиці чиновники Люблінського воєводства відзначали, що не мають до пам'ятника ніяких претензій, через те, що він стоїть на приватній ділянці. Проте, у 2018 році з'явилася інформація про те, що Інститут національної пам'яті дав рекомендацію на знесення пам'ятника.
Щорічно 1 червня в день загибелі Адаманова в Юзефуві проводилися урочисті заходи. У 2010 році в Юзефуві двічі побували родичі Адаманова, які поклали квіти до пам'ятника на місці його загибелі. У 2011 році Юзефув відвідала делегація на чолі з керівником відділу зовнішніх зв'язків Меджлісу кримськотатарського народу Алі Хамзіним і керівником організації «Койдешлер» Ібрагімом Воєнним, в результаті чого з владою міста була досягнута домовленість про спільне проведення заходів, присвячених пам'яті Умера Адаманова. У 2011 році в Юзефуві і Білгораї під патронажем бурмістра Романа Дзюри пройшли урочистості з нагоди 95-річчя від дня народження Адаманова, на які прибула кримськотатарська делегація на чолі з головою постійної комісії Верховної Ради Автономної Республіки Крим з міжнаціональних питань і проблем депортованих громадян Ремзі Ільясовим.

### Крим
Ім'ям Адаманова названі вулиці в Сімферополі, вулиця в Бахчисараї, вулиця в Ялті (мікрорайон Василівка). У 2010 році керівник організації «Койдешлер» Ібрагім військовий виступив з ініціативою створення у Василівці меморіального комплексу з Алеєю слави, установки пам'ятника, а також меморіальної дошки на будинку, де жив Адаманов, з огляду на те, що його подвиг в Криму практично нікому не відомий (Військовий доводиться Адаманову племінником). У 2011 році польська делегація на чолі з бурмістром Юзефува Романом Дзюрою побувала в Криму, відвідавши в тому числі Василівку, де народився Адаманов. Після анексії Криму Росією у 2014 році, заступник голови Державної Ради Республіки Крим Ремзі Ільясов запропонував створити Алею Героїв Великої Вітчизняної війни, включаючи кримських татар, серед яких він згадав ім'я Умера Адаманова. У 2016 році 100-річчя від дня народження Адаманова було відзначено уроками патріотизму в Республіканській кримськотатарській бібліотеці ім. І. Гаспринського. У 2017 році вечір пам'яті пройшов в Кримськотатарському музеї культурно-історичної спадщини у Сімферополі за участю племінників Адаманова Тимура і Діляри. Воєнний передав у дар музею портрет Адаманова роботи польської художниці Даніели Пахницької.